# عبدالهادی الجزار
عبدالهادی الجزار (انگلیسی: Abdel Hadi El-Gazzar؛ زادهٔ ۱۶ ژوئیهٔ ۱۹۶۰) بازیکن بسکتبال اهل مصر بود.